# طایفه‌های ایل باصری
ایل باصری مشتمل بر ۱۹ طایفه و تعداد زیادی بُنکو(ایشوم) است. هر بنکو(ایشوم) شامل ۴ تا ۹ خانوار است که در چندین سیاه چادر زندگی می‌کنند. سرپرست اردوها در قدیم از طرف خان تعیین می‌شد و در نبود او ریش سفیدان بنکو(ایشوم) این مسئولیت را بر عهده می‌گرفتند. ریاست ایل نیز تا پیش از انقلاب بر عهدهٔ خان یا کلانتر (از طایفه کلمبه‌ای) و منصب او موروثی بود.

حدود سرزمین کوچ باصری‌ها در نقشه فارس

## طایفه‌ها
ایل باصری به دو شاخه اصلی علی میرزایی و ویسی تقسیم می‌شود. علاوه بر این دو گروه، عده‌ای از طایفه‌های باصری از ایلات دیگر مهاجرت کرده و به ایل باصری پیوسته‌اند. نام طایفه‌های ایل باصری به شرح زیر است.

### شاخه ویسی

#### جوچین
این طایفه پرجمعیت‌ترین طایفه در شاخه ویسی می‌باشد. مردم این طایفه در شهرهای شیراز ،مرودشت و سروستان و بعضی روستاهای کربال ساکن شدند.

#### کلمبه‌ای
طایفه کُلُمْبه‌ای (یا کُلُنبه‌ای) نیز یکی دیگر از طوایف ایل باصری می‌باشد.سنتاً کلانتر ایل باصری از این طایفه انتخاب می‌شده‌است. امروزه مردم این طایفه در نواحی مرودشت ،شیراز ،پاسارگاد ،جهرم(به خصوص بخش کردیان)،لارستان ساکن می‌باشند.

#### لب‌موسی
طایفه  لَب‌موسی (یا لبوموسی) یکی از طوایف بزرگ ایل باصری می‌باشد. نام خانوادگی اکثر مردم این طایفه شیروانی می‌باشد. مردم این طایفه در نواحی مرودشت ،شیراز ،پاسارگاد ،جهرم (بخش کردیان) و خرامه ساکن می‌باشند.

#### فرهادی (بهمنی و قلندری و فرهادی)
طایفه فرهادی نیز یکی از طوایف ایل باصری از شاخه ویسی می‌باشد که مردم آن عمدتاً دارای نام خانوادگی
بهمنی، فرهاد پور و توکلی می‌باشند. طایفه به دو دسته فرهادی بهمنی (دارای دوازده اولاد) که بزرگترین اولاد و مشهورترین آن اولاد حاج بهمن می باشد، که نام خانوادگی بهمنی منتسب به جاج بهمن بیگ، کدخدای طایفه فرهادی در زمان ناصرالدین شاه قاجار می باشد، که باعث اتحاد این طایفه گردید، و مقام کدخدایی به‌طور موروثی  به اولاد حاج بهمن می رسید، و مرحوم اسداله بهمنی سالیان زیادی کدخدای طایفه یودند، و فقط مدت کوتاهی بخاطر اینکه کدخدایان ایلات مجاز به داشتن اسلحه نبودند، کدخدایی را  به مرجوم سرمست بهمنی، از نیک مردان اولاد سعدی تفویض نمودند. ودیگری فرهادی قلندری (فرهادپور و توکلی و فرهادی) تقسیم می‌شود؛ که محل سکونت مردم این طایفه عمدتاً در شهرستان‌های مرودشت و دیگر شهرها از جمله شیراز ،پاسارگاد اقلید ،سروستان و فسا قرار دارد.

#### عبداللهی
طایفه عبداللهی و عبدلی، طایفه عبدلی چون جدشان عبدالله (عبدل) بوده‌است به عبدلی معروف شده‌اند که از طوایف ایل باصری می‌باشند. این طایفه در زمان زندیه مورد توجه خاندان زند بودند و کریمخان زند قشلاق آنان را در کوه احمدی در مشرق شیراز معین کرد تا در مواقع لازم به آن‌ها دسترسی داشته باشد. امروزه عبداللهی‌ها در نواحی مرودشت ،شیراز، ایزدخواست باصری ،پاسارگاد ،جهرم (به خصوص مناطق کردیان و خفر) و لارستان (بخش جویم) ساکن می‌باشند.

#### سروستانی
امروزه مردم طایفه سروستانی به علت مشکلات کوچ عمدتاً یک‌جانشین شده‌اند و در نواحی مرودشت ،شیراز ،اقلید و سروستان زندگی می‌کنند.

#### ایلخاص
این طایفه تنها طایفه ترک‌زبان ایل باصری می‌باشد که در اصل از نژاد طایفهٔ جوچین است که در یک سری فعل و انفعالات سیاسی–اجتماعی در زمان کلانتری «آقاجان بیگ» از ایل باصری فراری شده و به ایل قشقایی پیوسته‌اند که بعد از اینکه به ضرورت ترک‌زبان هم شده بودند، در زمان کلانتری مرحوم محمدخان ضرغامی در دهه ۲۰ شمسی دوباره به عنوان یک طایفهٔ خاص به ایل باصری بازگشته‌اند. مردم این طایفه عمدتاً ساکن شیراز و روستای شهیدآباد می‌باشند.

### شاخه علی میرزایی

#### کرمی
طایفه کَرَمی پرجمعیت‌ترین طایفه در شاخه علی میرزایی می‌باشد. مردم این طایفه در نواحی مرودشت ،شیراز ،اقلید و سپیدان (بخش بیضا) اسکان یافته‌اند.

#### علی قنبری
طایفه علی قنبری از طوایف ایل باصری می‌باشد که امروزه در مرودشت ،شیراز ،ارسنجان و سروستان ساکن می‌باشند.

#### ظهرابی
طایفه ظهرابی از طوایف ایل باصری می‌باشد. جد این قوم ظهراب نام داشته و نام این طایفه نیز به همین دلیل ظهرابی شده‌است. مردم این طایفه  عمدتاً در نواحی مرودشت و شیراز ساکن می‌باشند.

#### صالحی
طایفه بزرگ صالحی یکی دیگر از طوایف باصری میباشد که در بخش حسن آباد سرحد چهاردانگه اقلید سکونت و به لحاظ سیاسی و اجتماعی نفوذ و اعتبار بسیار بالایی در منطقه دارند. مردمان این طایفه که در سده های گذشته به اجبار به شمال خراسان کوچانده شده بودند در زمان حکومت افشاریه به شمال فارس رجعت کرده و اراضی یوسف‌خان لشنی در بخش حسن آباد اقلید کنونی را توسط قوچعلی خان از وی خریداری و در این منطقه سکنی گزیدند.

#### قوقی
طایفه قوقی یکی از طوایف معروف علی میرزایی‌ها می‌باشد. اولین کلانتر ایل باصری بعد از بیرون آمدن از زیر سلطه خان‌های عرب؛ حاج نورعلی قوقی، از این طایفه بود. اکنون مردم این طایفه در نواحی سروستان ،مرودشت و شیراز ساکن می‌باشند.

#### میر
مردم این طایفه نسبتاً کوچک اکثراً ساکن نواحی بیضا ،شیراز و رامجرد می‌باشند.

### مهاجرین به ایل باصری

#### علی شاه قلی
اجداد این طایفه عرب بوده اند و از  ایل عرب ،  به ایل باصری مهاجرت میکنند و به این ایل پیوسته اند . هم‌اکنون مردم این طایفه در نواحی پاسارگاد ،مرودشت و شیراز ساکن می‌باشند.

#### آلقلی
مردم این طایفه اصالتاً ترک و از طایفه قراچه قشقایی می‌باشند. اسکان این طایفه در نواحی پاسارگاد ،مرودشت و لارستان (بخش جویم) انجام شده‌است.

#### حنایی
اجداد این طایفه از جنوب اصفهان و شهر حنا به ایل باصری پیوسته‌اند. یک سند قدیمی مربوط به ایل باصری که در سال ۱۱۲۵ هجری شمسی تنظیم شده‌است؛ مهاجرت اختیاری چندین خانوار از حنا را به ایل باصری نشان می‌دهد. اکثر حنایی‌ها در مرودشت و آباده (ایزدخواست) سکونت دارند.

#### کُرِجه‌ای
کُرِجه‌ای‌ها از مهاجرین ایل باصری به‌شمار می‌روند. اجداد آن‌ها پیش از حمله افغان‌ها به ایران و در سال‌های پایانی حکومت صفویه از جی اصفهان (نام این طایفه نیز برگرفته از همین می‌باشد) و به روایتی دیگر از اطراف اصفهان به نواحی فارس آمده و عده‌ای به ایل باصری پیوسته‌اند. عده‌ای دیگر نیز وارد ایلهای عرب و قشقایی شده‌اند. اکثر کرجه‌ای‌ها در مرودشت و شیراز سکونت دارند.
سرحد (ییلاق) این طایفه در منطقه سرحد چهاردانگه بوده و منطقه احمدآباد، دردانه، دشت نمدان، سیربانو، دین مهدی و قنات سفید و گرمسیر آن‌ها دشت موش، دشت قند، دشت کدو، هود و بیدشهر و منطقه چهار رودخانه در منطقه لارستان بوده‌است.
بی شک یکی از دقیقترین و معتبرترین شجره نامه‌های موجود در ایل باسری مربوط به این طایفه می‌باشد که کمترین گمانه زنی و افسانه گرایی در آن می‌باشد.
کرجه ای‌ها پیشرو در علم آموزی بوده و در انقلاب علمی محمد بهمن بیگی، بازوی توانای تعلیمات عشایر بوده‌اند که در باسواد کردن طوایف مختلف ایل باصری نقش داشته‌اند.

#### تربر
طایفه تَربُر نیز از مهاجرین ایل باصری می‌باشد. اجداد این طایفه در زمان قاجار و از خراسان به ایل باصری پیوسته‌اند. تربرها اکثراً ساکن شیراز و روستاهای تربرلای بیشه و تربر جعفری می‌باشند.

#### چاربنیچه
طایفه چاربنیچه مخلوطی از کرد، سفیدگر، سلمانی و مهاجرین دیگر بوده‌اند که به ایل باصری پیوسته‌اند.

#### دور و بَر
افراد این طایفه در اصل ترکیبی از دیگر طوایف بوده‌اند و به امورات کلانتر می‌پرداختند و اطرافیان کلانتر را تشکیل می‌دادند و بر همین مبنا دور و بر خوانده می‌شدند. نمونه‌هایی از این نوع طایفه در ایلات قشقایی و عرب نیز موجود می‌باشد که به عمله معروف هستند.